# Straight Edge
 Der er for få eller ingen kildehenvisninger i denne artikel, hvilket er et problem. Du kan hjælpe ved at angive troværdige kilder til de påstande, som fremføres i artiklen.

Straight Edge, også kendt som sXe, er hovedsageligt en ungdoms-orienteret livsstil og en modkultur, nært forbundet med punk-musikken og hardcore punk-musikken i specielt USA. Ordet menes at stamme fra en sang af Minor Threat med navnet Straight Edge. 
En person, der er Straight Edge, holder sig fra tobak, alkohol og stoffer, der ikke indtages i medicinske sammenhænge eller af medicinske grunde. Nogle straight-edgers går et skridt videre og og dyrker heller ikke fri-sex; de venter hellere på den rette (ikke nødvendigvis synonymt med den eneste ene) og holder sig til denne i seksuelle sammenhænge. Det der adskiller straight-edgers fra andre, der ikke drikker, ryger eller tager stoffer, er, at de også ofte kæmper i bevægelser til fremme for disse livsstile, herunder også dyrkelsen af Hardcore-Punk musikken.
Straight-edgers bekender sig ikke til et bestemt syn på verden i forhold til sociale og politiske emner,  men mange er positivt indstillet over for vegetarianisme, veganisme, miljø og økologi, hvis ikke de lever i overensstemmelse hermed. Politisk befinder de sig ofte også på den radikale venstrefløj. Dette er især synligt i Danmark, men er mindre udtalt i resten af verden, specielt i USA.
Ligesom med punk subkulturen ses der af og til højreradikale og ny-nazistiske sympatisører blandt Straight Edges, dette er specielt udtalt i Rusland.
Skønt mange forbinder afholdenhed med religion, er der ingen religiøse referencer indenfor Straight Edges, man finder derfor både ateister, agnostikere og religiøse indenfor Straight Edge. 
Straight Edge startede som en subkultur indenfor punk, og det er derfor oftest i dette miljø man finder Straight Edgers, skønt mange ikke forbinder punkere med afholdenhed overfor stoffer, alkohol og tobak.

## Bevæggrunde
Straight-edgers har mange forskellige bevæggrunde til at blive og være Straight Edge.
Punk-kulturen, der opstod i Englands arbejderkvarterer har altid været præget af stor indtagelse af alkoholiske drikke og har egentligt været ligeglad med hvad, bare det var billigt, og man blev fuld af det. Senere er det også blevet udbredt, som det er blandt unge generelt i dag, at indtage stoffer. Denne ligegyldighed med en selv har fået mange til at blive straight-edgers. Med andre ord er et af kerneelementerne i Straight Edge-livsstilen selvkontrol. 
Ligeledes var mange, der blev straight-edgers trætte af, at den eneste måde, punkere kunne have det sjovt på, var ved at drikke sig fulde eller ryge sig skæve. Samtidig mener de, at de mentalt kan have en mere klar tilgang til verden, fordi de ikke er påvirkede.
Dette er samme baggrund for at nogle straight-edgers bliver vegetarer eller særligt veganere.
Andre bliver det af mere private grunde, fx fordi ens forældre er døde af alkoholmisbrug eller stofmisbrug eller fordi det simpelthen er sundere for kroppen.

## X'et
Et specielt kendetegn for straight-edgers er et X, ofte tre i sammenhæng (XXX). Dette markeres ofte på håndens eller hændernes overflade eller på tatoveringer. Da hardcore punk er nært forbundet med Straight Edge, bruger nogle hardcore bands, selvom de ikke er Straight Edge, stadig X'et.

### Oprindelse
Brugen af X'et menes at stamme fra hardcorens begyndelse i 1980'erne, hvor mindreårige enten ikke måtte komme ind til hardcore-koncerter eller måtte på den betingelse, at de fik markeret et stort, fedt X på deres hænders overflade, så bartendere og udsmidere kunne se, at de ikke måtte købe eller drikke alkoholiske drikke.

Således blev symbolet på Straight Edge et X.

### Betydning
X'et bruges som regel i tredobbel sammenhæng: XXX. Hvert X har sit budskab, men hvad budskabene lige præcis er, er det ikke alle der er fuldstændigt enige om. De fleste mener, de står for ryg ikke, tag ikke stoffer, drik ikke i vilkårlig rækkefølge. Andre mener et af X'ene bør være budskabet om ingen fri sex, hvorved to af de andre lægges sammen under ét X. Den sidste er omdiskuteret, men menes at stamme fra en Minor Threat-sang, hvor forsangeren, Ian Mackaye, synger: "don't drink / don't smoke / don't fuck".

### Anvendelse
X'ene skrives som regel på hænderne eller indgår i tatoveringer. For at tilkendegive at ens hardcore band er Straight Edge, implementeres det ofte i band-navnet. Således kan et band-navn se således ud: The Contender → xThe Contenderx. I navne bruges det også på lignende måde, særligt på debatfora om og for hardcore.